# رافيندر كومار
رافيندر كومار (مواليد 1991) قاتل متسلسل هندي ومغتصب ومتحرش بالأطفال ودافن موتى، ارتكب اختطاف واغتصاب وقتل ما لا يقل عن خمسة عشر طفلاً بين عامي 2008 و2015. تم القبض عليه في 19 يوليو 2015، واعترف بقتل ثلاثين طفلاً. استهدف أطفال العائلات الفقيرة في دلهي وموندكا وسامايبور وبادلي وبيغامبور وفيجاي فيهار واعترف بقتل أكثر من 30 شخصًا. كان ضحاياه في المقام الأول تتراوح أعمارهم بين 4-6 سنوات. تمكنت الشرطة من ربطه بـ 15 جريمة من جرائمه المعترف بها. بدأت جرائمه باغتصاب وقتل طفل عامل من سمايبور بادلي في عام 2008. ذكرت بعض التقارير الإعلامية المتواطئين في بعض جرائم كومار.